# Amakusanthura signata
Amakusanthura signata är en kräftdjursart som först beskrevs av Menzies och Peter W. Glynn 1968.  Amakusanthura signata ingår i släktet Amakusanthura och familjen Anthuridae.
Artens utbredningsområde är Mexikanska golfen. Inga underarter finns listade i Catalogue of Life.